# سباق سيراتزيت تشالنج 2019
سباق سيراتزيت تشالنج 2019 (بالإسبانية: Madrid Challenge by La Vuelta 2019)‏ هو سباق دراجات هوائية من فئة  1.1، وهو الموسم الخامس من سباق سيراتزيت تشالنج، وأقيم خلال الفترة من 14 سبتمبر 2019، وحتى 15 سبتمبر 2019 ضمن سباقات طواف العالم للدراجات للسيدات 2019، وشارك فيه  92 متسابقاً ووصل إلى نهايته  66 متسابقاً.
فاز بالمركز الأول ليزا برينور، وبالمركز الثاني لوسيندا براند، وبالمركز الثالث بيرنيل ماثيسين، وفاز لوسيندا براند في ترتيب النقاط، وكان الفائز حسب النقاط للشباب بيرنيل ماثيسين، وفاز  فريق سنويب للسيدات  في ترتيب الفرق.

## الفرق
| فرق سيدات محترفة (18)- يو أي أيه تيم ‏ - بيبينك 2019 ‏ - بيزكايا دورانجو ‏ - إس دي وركس ‏ - BTC City Ljubljana ‏ - كوجياس ميتلر لوك برو 2019 ‏ - دولتشيني فان إيك سبورت 2019 ‏ - انيكات سايكلنج تيم 2019 ‏ - FDJ–Suez ‏ - هايتك بوردكتس-بيرك سبورت 2019 ‏ - ماسي تكتيك تيم للسيدات ‏ - Liv AlUla Jayco ‏ - موفيستار للسيدات ‏ - سوبيلا 2019 ‏ - فريق سنويب للسيدات 2019 ‏ - Lidl–Trek (women's team) ‏ - فالكار سيلانس 2019 ‏ - Ceratizit Pro Cycling ‏ فريق وطني- فريق إسبانيا لركوب الدراجات للسيدات 2019 ‏ |  |
| |  |

## المراحل
| قائمة المراحل | قائمة المراحل | قائمة المراحل                         | قائمة المراحل  | قائمة المراحل | قائمة المراحل   | قائمة المراحل |
| المرحلة       | التاريخ       | الدورة                                |                | المسافة (كم)  | الفائز بالمرحلة | القائد العام  |
| ------------- | ------------- | ------------------------------------- | -------------- | ------------- | --------------- | ------------- |
| المرحلة 1     | 14 سبتمبر     | بواديلا ديل مونتي – بواديلا ديل مونتي | فردي ضد الساعة | 9٫3           | ليزا برينور     | ليزا برينور   |
| المرحلة 2     | 15 سبتمبر     | مدريد – مدريد                         | مرحلة مستوية   | 98٫6          | كلو هوسكينغ     | ليزا برينور   |

## النتيجة

### مرحلة 1
هي مرحلة من نوع سباق زمن فردي، أقيمت في 14 سبتمبر 2019، وامتدّت لمسافة 9.3 كيلومتر. فاز بالمرحلة ليزا برينور، وكان الفائز في التصنيف العام ليزا برينور.
| التصنيف العام         | التصنيف العام      | التصنيف العام                       | التصنيف العام | التصنيف العام |
| المتسابقة             | المتسابقة          | الفريق                              | الوقت         |               |
| --------------------- | ------------------ | ----------------------------------- | ------------- | ------------- |
| 1                     | ليزا برينور        | Ceratizit Pro Cycling ‏              | 12 د 52 ث     |               |
| 2                     | لوسيندا براند      | فريق سنويب للسيدات ‏                 | + 4 ث         |               |
| 3                     | بيرنيل ماثيسين     | فريق سنويب للسيدات ‏                 | + 13 ث        |               |
| 4                     | كارول آن كانويل    | إس دي وركس ‏                         | + 19 ث        |               |
| 5                     | Anna Plichta ‏      | Lidl–Trek (women's team) ‏           | + 20 ث        |               |
| 6                     | كريستين ماجروس     | إس دي وركس ‏                         | + 22 ث        |               |
| 7                     | أولغا زابيلينسكايا | فريق كوجياس ميتلر لوك برو للدراجات ‏ | + 25 ث        |               |
| 8                     | يوجينة بوجاك       | BTC City Ljubljana ‏                 | + 26 ث        |               |
| 9                     | فلورتجي ماكايج     | فريق سنويب للسيدات ‏                 | + 27 ث        |               |
| 10                    | Vita Heine ‏        | تيم كوب هايتك بوردكتس ‏              | + 27 ث        |               |
|                       |                    |                                     |               |               |
| مصدر: ProCyclingStats |                    |                                     |               |               |

### مرحلة 2
هي مرحلة مستوية، أقيمت في 15 سبتمبر 2019، وامتدّت لمسافة 98.6 كيلومتر. فاز بالمرحلة كلو هوسكينغ، وكان متصدر الترتيب العام في نهاية المرحلة ليزا برينور.
| التصنيف العام         | التصنيف العام      | التصنيف العام             | التصنيف العام | التصنيف العام |
| المتسابقة             | المتسابقة          | الفريق                    | الوقت         |               |
| --------------------- | ------------------ | ------------------------- | ------------- | ------------- |
| 1                     | ليزا برينور        | Ceratizit Pro Cycling ‏    | 2 س 33 د 06 ث |               |
| 2                     | لوسيندا براند      | فريق سنويب للسيدات ‏       | + 10 ث        |               |
| 3                     | بيرنيل ماثيسين     | فريق سنويب للسيدات ‏       | + 28 ث        |               |
| 4                     | كريستين ماجروس     | إس دي وركس ‏               | + 35 ث        |               |
| 5                     | يوجينة بوجاك       | BTC City Ljubljana ‏       | + 36 ث        |               |
| 6                     | كارول آن كانويل    | إس دي وركس ‏               | + 36 ث        |               |
| 7                     | Anna Plichta ‏      | Lidl–Trek (women's team) ‏ | + 37 ث        |               |
| 8                     | ليتيزيا باتيرنوستر | Lidl–Trek (women's team) ‏ | + 38 ث        |               |
| 9                     | فلورتجي ماكايج     | فريق سنويب للسيدات ‏       | + 39 ث        |               |
| 10                    | فرانشيسكا كوش ‏     | فريق سنويب للسيدات ‏       | + 41 ث        |               |
|                       |                    |                           |               |               |
| مصدر: ProCyclingStats |                    |                           |               |               |

## المشاركون
| إس دي وركس ‏ DLT | إس دي وركس ‏ DLT  | إس دي وركس ‏ DLT  |
| --------------- | ---------------- | ---------------- |
| م               | عداء             | مرتبة            |
| 1               | إيفا بورمان      | 39               |
| 2               | كارول آن كانويل  | 6                |
| 3               | جولين ديهور      | 43               |
| 4               | كريستين ماجروس   | 4                |
| 5               | سكاي شنايدر      | لم يكمل السباق-2 |
| 6               | Jip van den Bos ‏ | 15               |

| Lidl–Trek (women's team) ‏ TFS | Lidl–Trek (women's team) ‏ TFS | Lidl–Trek (women's team) ‏ TFS |
| ----------------------------- | ----------------------------- | ----------------------------- |
| م                             | عداء                          | مرتبة                         |
| 11                            | Anna Plichta ‏                 | 7                             |
| 12                            | Lotta Lepistö                 | 37                            |
| 13                            | ليتيزيا باتيرنوستر            | 8                             |
| 14                            | Abi Van Twisk ‏                | 38                            |
| 15                            | تايلر وايلز                   | لم يكمل السباق-2              |
| 16                            | روث ويندر                     | 13                            |

| Liv AlUla Jayco ‏ MTS | Liv AlUla Jayco ‏ MTS | Liv AlUla Jayco ‏ MTS |
| -------------------- | -------------------- | -------------------- |
| م                    | عداء                 | مرتبة                |
| 21                   | غراسي إلفن           | لم يكمل السباق-2     |
| 22                   | جيسيكا ألين          | 41                   |
| 23                   | سارة روي             | 29                   |
| 24                   | Moniek Tenniglo ‏     | 20                   |
| 25                   | جورجيا وليامز        | لم يكمل السباق-2     |

| فريق سنويب للسيدات ‏ SUN | فريق سنويب للسيدات ‏ SUN | فريق سنويب للسيدات ‏ SUN |
| ----------------------- | ----------------------- | ----------------------- |
| م                       | عداء                    | مرتبة                   |
| 31                      | لوسيندا براند           | 2                       |
| 32                      | فرانشيسكا كوش ‏          | 10                      |
| 33                      | جولييت لابوس            | 19                      |
| 34                      | فلورتجي ماكايج          | 9                       |
| 35                      | بيرنيل ماثيسين          | 3                       |
| 36                      | Julia Soek ‏             | 26                      |

| Ceratizit Pro Cycling ‏ WNT | Ceratizit Pro Cycling ‏ WNT | Ceratizit Pro Cycling ‏ WNT |
| -------------------------- | -------------------------- | -------------------------- |
| م                          | عداء                       | مرتبة                      |
| 41                         | ليزا برينور                | 1                          |
| 42                         | Sarah Rijkes ‏              | 63                         |
| 43                         | Aafke Soet ‏                | 57                         |
| 44                         | Lea Lin Teutenberg ‏        | 35                         |
| 45                         | Lara Vieceli ‏              | 51                         |
| 46                         | كيرستن وايلد               | 28                         |

| فالكار سيلانس ‏ VAL | فالكار سيلانس ‏ VAL      | فالكار سيلانس ‏ VAL |
| ------------------ | ----------------------- | ------------------ |
| م                  | عداء                    | مرتبة              |
| 51                 | إليسا بالسامو           | لم يكمل السباق-2   |
| 52                 | مارتا كافالي            | 23                 |
| 53                 | ماريا جوليا كونفالونيري | 16                 |
| 54                 | كيارا كونسوني           | 40                 |
| 55                 | Vittoria Guazzini ‏      | لم يكمل السباق-2   |
| 56                 | Ilaria Sanguineti ‏      | لم يكمل السباق-2   |

| موفيستار للسيدات ‏ MOV | موفيستار للسيدات ‏ MOV | موفيستار للسيدات ‏ MOV |
| --------------------- | --------------------- | --------------------- |
| م                     | عداء                  | مرتبة                 |
| 61                    | شيلا جوتيريز          | لم يكمل السباق-2      |
| 62                    | روكسان فورنييه        | 42                    |
| 63                    | ماغورزاتا جاسيسكا     | لم يكمل السباق-2      |
| 64                    | Lourdes Oyarbide ‏     | 18                    |
| 65                    | Paula Patiño ‏         | 60                    |
| 66                    | غلوريا رودريغيز       | 58                    |

| يو أي أيه تيم ‏ ALE | يو أي أيه تيم ‏ ALE       | يو أي أيه تيم ‏ ALE |
| ------------------ | ------------------------ | ------------------ |
| م                  | عداء                     | مرتبة              |
| 71                 | كلو هوسكينغ              | 25                 |
| 72                 | رومي كاسبر               | 44                 |
| 73                 | Diana Peñuela ‏           | 34                 |
| 74                 | Karlijn Swinkels ‏        | 21                 |
| 75                 | Marjolein van 't Geloof ‏ | 32                 |
| 76                 | Eri Yonamine ‏            | 24                 |

| فريق كوجياس ميتلر لوك برو للدراجات ‏ CGS | فريق كوجياس ميتلر لوك برو للدراجات ‏ CGS | فريق كوجياس ميتلر لوك برو للدراجات ‏ CGS |
| --------------------------------------- | --------------------------------------- | --------------------------------------- |
| م                                       | عداء                                    | مرتبة                                   |
| 81                                      | أولغا زابيلينسكايا                      | 11                                      |
| 82                                      | Maria Novolodskaya ‏                     | 55                                      |
| 83                                      | Virginie Perizzolo Pointet ‏             | 62                                      |
| 84                                      | إدفيج بيتل                              | 31                                      |
| 85                                      | Anastasiia Pliaskina ‏                   | 17                                      |

| FDJ–Suez ‏ FDJ | FDJ–Suez ‏ FDJ      | FDJ–Suez ‏ FDJ    |
| ------------- | ------------------ | ---------------- |
| م             | عداء               | مرتبة            |
| 91            | أوجيني دوفال       | 30               |
| 92            | شارلوت بيكر        | لم يكمل السباق-2 |
| 93            | Clara Copponi ‏     | 50               |
| 94            | Coralie Demay ‏     | 14               |
| 95            | Maëlle Grossetête ‏ | 22               |
| 96            | لورين كيتشن        | 33               |

| BTC City Ljubljana ‏ BTC | BTC City Ljubljana ‏ BTC | BTC City Ljubljana ‏ BTC |
| ----------------------- | ----------------------- | ----------------------- |
| م                       | عداء                    | مرتبة                   |
| 101                     | Maaike Boogaard ‏        | 56                      |
| 102                     | يوجينة بوجاك            | 5                       |
| 103                     | Anastasia Chursina      | لم يكمل السباق-2        |
| 104                     | Urša Pintar ‏            | 27                      |
| 105                     | روسيلا راتو             | لم يكمل السباق-2        |
| 106                     | Hayley Simmonds ‏        | لم يكمل السباق-2        |

| تيم كوب هايتك بوردكتس ‏ HPU | تيم كوب هايتك بوردكتس ‏ HPU | تيم كوب هايتك بوردكتس ‏ HPU |
| -------------------------- | -------------------------- | -------------------------- |
| م                          | عداء                       | مرتبة                      |
| 111                        | لوسي جارنر                 | لم يكمل السباق-2           |
| 112                        | Pernille Feldmann ‏         | لم يكمل السباق-2           |
| 113                        | Vita Heine ‏                | 12                         |
| 114                        | Thale Bjerk ‏               | لم يكمل السباق-2           |
| 115                        | Julie Meyer Solvang ‏       | 59                         |
| 116                        | Marta Tagliaferro ‏         | 46                         |

| بيزكايا دورانجو ‏ BDP | بيزكايا دورانجو ‏ BDP | بيزكايا دورانجو ‏ BDP |
| -------------------- | -------------------- | -------------------- |
| م                    | عداء                 | مرتبة                |
| 121                  | ساندرا ألونسو        | 66                   |
| 123                  | Ainara Elbusto ‏      | لم يكمل السباق-2     |
| 124                  | Ariana Gilabert ‏     | لم يكمل السباق-2     |
| 125                  | Aroa Gorostiza ‏      | 45                   |
| 126                  | Isabel Martín ‏       | 65                   |

| انيكات سايكلنج تيم ‏ EIC | انيكات سايكلنج تيم ‏ EIC | انيكات سايكلنج تيم ‏ EIC |
| ----------------------- | ----------------------- | ----------------------- |
| م                       | عداء                    | مرتبة                   |
| 131                     | Ziortza Isasi ‏          | لم يكمل السباق-2        |
| 132                     | Anna Baidak‏             | 49                      |
| 133                     | Alessia Bulleri ‏        | لم يكمل السباق-2        |
| 134                     | Varvara Fasoi ‏          | لم يكمل السباق-2        |
| 135                     | Lija Laizāne            | 61                      |

| سوبيلا ومنز تيم ‏ SWT | سوبيلا ومنز تيم ‏ SWT | سوبيلا ومنز تيم ‏ SWT |
| -------------------- | -------------------- | -------------------- |
| م                    | عداء                 | مرتبة                |
| 141                  | Yurani Blanco ‏       | 64                   |
| 142                  | سارا مارتين          | 48                   |
| 143                  | ماريا مارتينز        | 36                   |
| 144                  | ألكسندرا مورينو      | لم يكمل السباق-2     |
| 145                  | Sofia Rodríguez ‏     | 53                   |
| 146                  | Mireia Trias ‏        | لم يكمل السباق-2     |

| ماسي تكتيك تيم للسيدات ‏ MAT | ماسي تكتيك تيم للسيدات ‏ MAT | ماسي تكتيك تيم للسيدات ‏ MAT |
| --------------------------- | --------------------------- | --------------------------- |
| م                           | عداء                        | مرتبة                       |
| 151                         | بيلين لوبيز                 | 47                          |
| 152                         | Mireia Benito ‏              | 52                          |
| 153                         | Elisabet Escursell Valero ‏  | لم يكمل السباق-2            |
| 154                         | Nekane Gómez ‏               | لم يكمل السباق-2            |
| 155                         | Sandra Moral ‏               | لم يكمل السباق-2            |
| 156                         | Teresa Ripoll Sabate ‏       | 54                          |

| إس دي وركس ‏ DLT | إس دي وركس ‏ DLT  | إس دي وركس ‏ DLT  |
| --------------- | ---------------- | ---------------- |
| م               | عداء             | مرتبة            |
| 1               | إيفا بورمان      | 39               |
| 2               | كارول آن كانويل  | 6                |
| 3               | جولين ديهور      | 43               |
| 4               | كريستين ماجروس   | 4                |
| 5               | سكاي شنايدر      | لم يكمل السباق-2 |
| 6               | Jip van den Bos ‏ | 15               |

| Lidl–Trek (women's team) ‏ TFS | Lidl–Trek (women's team) ‏ TFS | Lidl–Trek (women's team) ‏ TFS |
| ----------------------------- | ----------------------------- | ----------------------------- |
| م                             | عداء                          | مرتبة                         |
| 11                            | Anna Plichta ‏                 | 7                             |
| 12                            | Lotta Lepistö                 | 37                            |
| 13                            | ليتيزيا باتيرنوستر            | 8                             |
| 14                            | Abi Van Twisk ‏                | 38                            |
| 15                            | تايلر وايلز                   | لم يكمل السباق-2              |
| 16                            | روث ويندر                     | 13                            |

| Liv AlUla Jayco ‏ MTS | Liv AlUla Jayco ‏ MTS | Liv AlUla Jayco ‏ MTS |
| -------------------- | -------------------- | -------------------- |
| م                    | عداء                 | مرتبة                |
| 21                   | غراسي إلفن           | لم يكمل السباق-2     |
| 22                   | جيسيكا ألين          | 41                   |
| 23                   | سارة روي             | 29                   |
| 24                   | Moniek Tenniglo ‏     | 20                   |
| 25                   | جورجيا وليامز        | لم يكمل السباق-2     |

| فريق سنويب للسيدات ‏ SUN | فريق سنويب للسيدات ‏ SUN | فريق سنويب للسيدات ‏ SUN |
| ----------------------- | ----------------------- | ----------------------- |
| م                       | عداء                    | مرتبة                   |
| 31                      | لوسيندا براند           | 2                       |
| 32                      | فرانشيسكا كوش ‏          | 10                      |
| 33                      | جولييت لابوس            | 19                      |
| 34                      | فلورتجي ماكايج          | 9                       |
| 35                      | بيرنيل ماثيسين          | 3                       |
| 36                      | Julia Soek ‏             | 26                      |

| Ceratizit Pro Cycling ‏ WNT | Ceratizit Pro Cycling ‏ WNT | Ceratizit Pro Cycling ‏ WNT |
| -------------------------- | -------------------------- | -------------------------- |
| م                          | عداء                       | مرتبة                      |
| 41                         | ليزا برينور                | 1                          |
| 42                         | Sarah Rijkes ‏              | 63                         |
| 43                         | Aafke Soet ‏                | 57                         |
| 44                         | Lea Lin Teutenberg ‏        | 35                         |
| 45                         | Lara Vieceli ‏              | 51                         |
| 46                         | كيرستن وايلد               | 28                         |

| فالكار سيلانس ‏ VAL | فالكار سيلانس ‏ VAL      | فالكار سيلانس ‏ VAL |
| ------------------ | ----------------------- | ------------------ |
| م                  | عداء                    | مرتبة              |
| 51                 | إليسا بالسامو           | لم يكمل السباق-2   |
| 52                 | مارتا كافالي            | 23                 |
| 53                 | ماريا جوليا كونفالونيري | 16                 |
| 54                 | كيارا كونسوني           | 40                 |
| 55                 | Vittoria Guazzini ‏      | لم يكمل السباق-2   |
| 56                 | Ilaria Sanguineti ‏      | لم يكمل السباق-2   |

| موفيستار للسيدات ‏ MOV | موفيستار للسيدات ‏ MOV | موفيستار للسيدات ‏ MOV |
| --------------------- | --------------------- | --------------------- |
| م                     | عداء                  | مرتبة                 |
| 61                    | شيلا جوتيريز          | لم يكمل السباق-2      |
| 62                    | روكسان فورنييه        | 42                    |
| 63                    | ماغورزاتا جاسيسكا     | لم يكمل السباق-2      |
| 64                    | Lourdes Oyarbide ‏     | 18                    |
| 65                    | Paula Patiño ‏         | 60                    |
| 66                    | غلوريا رودريغيز       | 58                    |

| يو أي أيه تيم ‏ ALE | يو أي أيه تيم ‏ ALE       | يو أي أيه تيم ‏ ALE |
| ------------------ | ------------------------ | ------------------ |
| م                  | عداء                     | مرتبة              |
| 71                 | كلو هوسكينغ              | 25                 |
| 72                 | رومي كاسبر               | 44                 |
| 73                 | Diana Peñuela ‏           | 34                 |
| 74                 | Karlijn Swinkels ‏        | 21                 |
| 75                 | Marjolein van 't Geloof ‏ | 32                 |
| 76                 | Eri Yonamine ‏            | 24                 |

| فريق كوجياس ميتلر لوك برو للدراجات ‏ CGS | فريق كوجياس ميتلر لوك برو للدراجات ‏ CGS | فريق كوجياس ميتلر لوك برو للدراجات ‏ CGS |
| --------------------------------------- | --------------------------------------- | --------------------------------------- |
| م                                       | عداء                                    | مرتبة                                   |
| 81                                      | أولغا زابيلينسكايا                      | 11                                      |
| 82                                      | Maria Novolodskaya ‏                     | 55                                      |
| 83                                      | Virginie Perizzolo Pointet ‏             | 62                                      |
| 84                                      | إدفيج بيتل                              | 31                                      |
| 85                                      | Anastasiia Pliaskina ‏                   | 17                                      |

| FDJ–Suez ‏ FDJ | FDJ–Suez ‏ FDJ      | FDJ–Suez ‏ FDJ    |
| ------------- | ------------------ | ---------------- |
| م             | عداء               | مرتبة            |
| 91            | أوجيني دوفال       | 30               |
| 92            | شارلوت بيكر        | لم يكمل السباق-2 |
| 93            | Clara Copponi ‏     | 50               |
| 94            | Coralie Demay ‏     | 14               |
| 95            | Maëlle Grossetête ‏ | 22               |
| 96            | لورين كيتشن        | 33               |

| BTC City Ljubljana ‏ BTC | BTC City Ljubljana ‏ BTC | BTC City Ljubljana ‏ BTC |
| ----------------------- | ----------------------- | ----------------------- |
| م                       | عداء                    | مرتبة                   |
| 101                     | Maaike Boogaard ‏        | 56                      |
| 102                     | يوجينة بوجاك            | 5                       |
| 103                     | Anastasia Chursina      | لم يكمل السباق-2        |
| 104                     | Urša Pintar ‏            | 27                      |
| 105                     | روسيلا راتو             | لم يكمل السباق-2        |
| 106                     | Hayley Simmonds ‏        | لم يكمل السباق-2        |

| تيم كوب هايتك بوردكتس ‏ HPU | تيم كوب هايتك بوردكتس ‏ HPU | تيم كوب هايتك بوردكتس ‏ HPU |
| -------------------------- | -------------------------- | -------------------------- |
| م                          | عداء                       | مرتبة                      |
| 111                        | لوسي جارنر                 | لم يكمل السباق-2           |
| 112                        | Pernille Feldmann ‏         | لم يكمل السباق-2           |
| 113                        | Vita Heine ‏                | 12                         |
| 114                        | Thale Bjerk ‏               | لم يكمل السباق-2           |
| 115                        | Julie Meyer Solvang ‏       | 59                         |
| 116                        | Marta Tagliaferro ‏         | 46                         |

| بيزكايا دورانجو ‏ BDP | بيزكايا دورانجو ‏ BDP | بيزكايا دورانجو ‏ BDP |
| -------------------- | -------------------- | -------------------- |
| م                    | عداء                 | مرتبة                |
| 121                  | ساندرا ألونسو        | 66                   |
| 123                  | Ainara Elbusto ‏      | لم يكمل السباق-2     |
| 124                  | Ariana Gilabert ‏     | لم يكمل السباق-2     |
| 125                  | Aroa Gorostiza ‏      | 45                   |
| 126                  | Isabel Martín ‏       | 65                   |

| انيكات سايكلنج تيم ‏ EIC | انيكات سايكلنج تيم ‏ EIC | انيكات سايكلنج تيم ‏ EIC |
| ----------------------- | ----------------------- | ----------------------- |
| م                       | عداء                    | مرتبة                   |
| 131                     | Ziortza Isasi ‏          | لم يكمل السباق-2        |
| 132                     | Anna Baidak‏             | 49                      |
| 133                     | Alessia Bulleri ‏        | لم يكمل السباق-2        |
| 134                     | Varvara Fasoi ‏          | لم يكمل السباق-2        |
| 135                     | Lija Laizāne            | 61                      |

| سوبيلا ومنز تيم ‏ SWT | سوبيلا ومنز تيم ‏ SWT | سوبيلا ومنز تيم ‏ SWT |
| -------------------- | -------------------- | -------------------- |
| م                    | عداء                 | مرتبة                |
| 141                  | Yurani Blanco ‏       | 64                   |
| 142                  | سارا مارتين          | 48                   |
| 143                  | ماريا مارتينز        | 36                   |
| 144                  | ألكسندرا مورينو      | لم يكمل السباق-2     |
| 145                  | Sofia Rodríguez ‏     | 53                   |
| 146                  | Mireia Trias ‏        | لم يكمل السباق-2     |

| ماسي تكتيك تيم للسيدات ‏ MAT | ماسي تكتيك تيم للسيدات ‏ MAT | ماسي تكتيك تيم للسيدات ‏ MAT |
| --------------------------- | --------------------------- | --------------------------- |
| م                           | عداء                        | مرتبة                       |
| 151                         | بيلين لوبيز                 | 47                          |
| 152                         | Mireia Benito ‏              | 52                          |
| 153                         | Elisabet Escursell Valero ‏  | لم يكمل السباق-2            |
| 154                         | Nekane Gómez ‏               | لم يكمل السباق-2            |
| 155                         | Sandra Moral ‏               | لم يكمل السباق-2            |
| 156                         | Teresa Ripoll Sabate ‏       | 54                          |

## التصنيف العام النهائي
| التصنيف العام         | التصنيف العام           | التصنيف العام                       | التصنيف العام | التصنيف العام |
| المتسابقة             | المتسابقة               | الفريق                              | الوقت         |               |
| --------------------- | ----------------------- | ----------------------------------- | ------------- | ------------- |
| 1                     | ليزا برينور             | Ceratizit Pro Cycling ‏              | 2 س 33 د 06 ث |               |
| 2                     | لوسيندا براند           | فريق سنويب للسيدات ‏                 | + 10 ث        |               |
| 3                     | بيرنيل ماثيسين          | فريق سنويب للسيدات ‏                 | + 28 ث        |               |
| 4                     | كريستين ماجروس          | إس دي وركس ‏                         | + 35 ث        |               |
| 5                     | يوجينة بوجاك            | BTC City Ljubljana ‏                 | + 36 ث        |               |
| 6                     | كارول آن كانويل         | إس دي وركس ‏                         | + 36 ث        |               |
| 7                     | Anna Plichta ‏           | Lidl–Trek (women's team) ‏           | + 37 ث        |               |
| 8                     | ليتيزيا باتيرنوستر      | Lidl–Trek (women's team) ‏           | + 38 ث        |               |
| 9                     | فلورتجي ماكايج          | فريق سنويب للسيدات ‏                 | + 39 ث        |               |
| 10                    | فرانشيسكا كوش ‏          | فريق سنويب للسيدات ‏                 | + 41 ث        |               |
| 11                    | أولغا زابيلينسكايا      | فريق كوجياس ميتلر لوك برو للدراجات ‏ | + 42 ث        |               |
| 12                    | Vita Heine ‏             | تيم كوب هايتك بوردكتس ‏              | + 44 ث        |               |
| 13                    | روث ويندر               | Lidl–Trek (women's team) ‏           | + 45 ث        |               |
| 14                    | Coralie Demay ‏          | FDJ–Suez ‏                           | + 48 ث        |               |
| 15                    | Jip van den Bos ‏        | إس دي وركس ‏                         | + 48 ث        |               |
| 16                    | ماريا جوليا كونفالونيري | فالكار سيلانس ‏                      | + 53 ث        |               |
| 17                    | Anastasiia Pliaskina ‏   | فريق كوجياس ميتلر لوك برو للدراجات ‏ | + 53 ث        |               |
| 18                    | Lourdes Oyarbide ‏       | موفيستار للسيدات ‏                   | + 58 ث        |               |
| 19                    | جولييت لابوس            | فريق سنويب للسيدات ‏                 | + 59 ث        |               |
| 20                    | Moniek Tenniglo ‏        | Liv AlUla Jayco ‏                    | + 1 د 02 ث    |               |
|                       |                         |                                     |               |               |
| مصدر: ProCyclingStats |                         |                                     |               |               |

### تصنيف النقاط
| تصنيف النقاط          | تصنيف النقاط       | تصنيف النقاط              | تصنيف النقاط | تصنيف النقاط |
| المتسابقة             | المتسابقة          | الفريق                    | النقاط       |              |
| --------------------- | ------------------ | ------------------------- | ------------ | ------------ |
| 1                     | لوسيندا براند      | فريق سنويب للسيدات ‏       | 25 نقطة      |              |
| 2                     | ليزا برينور        | Ceratizit Pro Cycling ‏    | 22 نقطة      |              |
| 3                     | كريستين ماجروس     | إس دي وركس ‏               | 15 نقطة      |              |
| 4                     | يوجينة بوجاك       | BTC City Ljubljana ‏       | 13 نقطة      |              |
| 5                     | كلو هوسكينغ        | يو أي أيه تيم ‏            | 10 نقطة      |              |
| 6                     | ليتيزيا باتيرنوستر | Lidl–Trek (women's team) ‏ | 8 نقطة       |              |
| 7                     | روكسان فورنييه     | موفيستار للسيدات ‏         | 6 نقطة       |              |
| 8                     | فلورتجي ماكايج     | فريق سنويب للسيدات ‏       | 5 نقطة       |              |
| 9                     | فرانشيسكا كوش ‏     | فريق سنويب للسيدات ‏       | 5 نقطة       |              |
| 10                    | بيرنيل ماثيسين     | فريق سنويب للسيدات ‏       | 4 نقطة       |              |
|                       |                    |                           |              |              |
| مصدر: ProCyclingStats |                    |                           |              |              |

## تصنيف الفرق

### الفرق حسب الوقت
| تصنيف الفرق حسب الوقت | تصنيف الفرق حسب الوقت      | تصنيف الفرق حسب الوقت | تصنيف الفرق حسب الوقت |
| الفريق                | الفريق                     | الوقت                 |                       |
| --------------------- | -------------------------- | --------------------- | --------------------- |
| 1                     | فريق سنويب للسيدات 2019 ‏   | 7 س 40 د 53 ث         |                       |
| 2                     | إس دي وركس ‏                | + 28 ث                |                       |
| 3                     | Lidl–Trek (women's team) ‏  | + 32 ث                |                       |
| 4                     | Ceratizit Pro Cycling ‏     | + 1 د 00 ث            |                       |
| 5                     | BTC City Ljubljana ‏        | + 1 د 04 ث            |                       |
| 6                     | FDJ–Suez ‏                  | + 1 د 27 ث            |                       |
| 7                     | فالكار سيلانس 2019 ‏        | + 1 د 29 ث            |                       |
| 8                     | Liv AlUla Jayco ‏           | + 1 د 39 ث            |                       |
| 9                     | يو أي أيه تيم ‏             | + 2 د 02 ث            |                       |
| 10                    | كوجياس ميتلر لوك برو 2019 ‏ | + 7 د 22 ث            |                       |
|                       |                            |                       |                       |
| مصدر: ProCyclingStats |                            |                       |                       |

## تصانيف فرعية

### تصنيف أفضل شاب
| تصنيف أفضل شابة       | تصنيف أفضل شابة       | تصنيف أفضل شابة                     | تصنيف أفضل شابة | تصنيف أفضل شابة |
| المتسابقة             | المتسابقة             | الفريق                              | الوقت           |                 |
| --------------------- | --------------------- | ----------------------------------- | --------------- | --------------- |
| 1                     | بيرنيل ماثيسين        | فريق سنويب للسيدات ‏                 | 2 س 33 د 34 ث   |                 |
| 2                     | ليتيزيا باتيرنوستر    | Lidl–Trek (women's team) ‏           | + 10 ث          |                 |
| 3                     | فلورتجي ماكايج        | فريق سنويب للسيدات ‏                 | + 11 ث          |                 |
| 4                     | فرانشيسكا كوش ‏        | فريق سنويب للسيدات ‏                 | + 13 ث          |                 |
| 5                     | Jip van den Bos ‏      | إس دي وركس ‏                         | + 20 ث          |                 |
| 6                     | Anastasiia Pliaskina ‏ | فريق كوجياس ميتلر لوك برو للدراجات ‏ | + 25 ث          |                 |
| 7                     | Lourdes Oyarbide ‏     | موفيستار للسيدات ‏                   | + 30 ث          |                 |
| 8                     | جولييت لابوس          | فريق سنويب للسيدات ‏                 | + 31 ث          |                 |
| 9                     | Karlijn Swinkels ‏     | يو أي أيه تيم ‏                      | + 35 ث          |                 |
| 10                    | Maëlle Grossetête ‏    | FDJ–Suez ‏                           | + 38 ث          |                 |
|                       |                       |                                     |                 |                 |
| مصدر: ProCyclingStats |                       |                                     |                 |                 |

## وصلات خارجية
- لمحة عن سباق سباق سيراتزيت تشالنج 2019 على موقع  ProCyclingStats   (برو  سايكلنج  ستاتس) - إحصاءات  محترفي  الدراجات.
- سباق سيراتزيت تشالنج 2019 على موقع إحصائيات الدراجات الإحترافية (الإنجليزية)